# Amiral von Platen (1834)

Amiral von Platen, teckning gjord av Per Wilhelm Cedergren, osignerad och odaterad.

Amiral von Platen var ett passagerarfartyg på Göta kanal. Hon byggdes vid Hammarstens varv i Norrköping där hon sjösattes 21 maj 1834 för att bogseras till Motala för installation av ångmaskinerna. Fartyget levererades till ångbåtsbolaget Stockholm-Göteborg 1834. Skrovet var av ek och fur.
Passagerarfartyget fick sitt namn, Amiral von Platen, efter greven och sjöofficeren Baltzar Bogislaus von Platen (1766-1829). Som statsråd var von Platen den som kraftigast drev på beslutet att anlägga Göta kanal. 1812, då kanalbyggandet varit igång under två år, lämnade han sitt ämbete som statsråd för att under en stor del av kanalbyggnadstiden leda arbetet med kanalen.

## Fartygsdata
Vid leverans från varv:
- Längd öa 80 fot - 23,76 meter
- Bredd 14 fot - 4,16 meter
- Djupgående 8 fot - 2,38 meter

Båten ritades av majoren i flottan och fartygskonstruktören Johan Gustaf von Sydow.
Amiral von Platen var utrustad med två encylindriga balansångmaskiner, maskin nr 9, tillverkade vid Motala Verkstad. Maskinerna, hjulmaskin typ 1, gav vardera 14 nom hk och var kopplade till en gemensam axel för skovelhjulen.
Fartyget hade endast ett däck. Under detta fanns (enligt annons i Göteborgs Handels- och Sjöfartstidning 22 oktober 1834): ”försedt med 2:ne stora hyttor, hvardera för 4 Personer, och med 4 mindre, hvardera för 2 Personer. Uti matsalen blifva hängsängar för 8 Personer. För öfrigt emottagas och Däck-passagerare, och kunna äfven några åkdon berymmas.” Liggplatser fanns alltså för 24 passagerare.
Amiral von Platen blev det första fartyget på Göta kanal med hytter för passagerare.
Där man i Ångfartygs AB Göta kanals minnesskrift för 1869-1919 beskriver den tidigaste kanaltrafiken ges en annan bild av passagerarutrymmena på samma båt: ”akterut funnos för första klassens passagerare en damsalong för sex passagerare och därutanför en korridor med fem hytter för vardera två personer. Dessutom fanns, även under däck, en hytt för uppassningen. Förut låg en mindre salong, vari liggplatser dessutom funnos för fyra passagerare”. Liggplatser fanns för 20 passagerare. Hade utrymmena byggts om för att ge liggplatser för uppassningen?
Från Amiral von Platen beskrivs: ”Akterdäcket med fin utsikt åt alla håll var en omtyckt plats för passagerare, när det någon gång var fritt från ved och fraktgods”.
Maskinrummet hade en längd av 27 fot motsvarande 8 meter.

## Amiral von Platen i årtal
- 1834	Fartyget levererades från Hammarstens varv i Norrköping.
- 1834	Oktober. Fartyget gjorde sin jungfruresa från Stockholm till Göteborg. Resan tog 9 dygn. Återresan tog 16 dygn.
- 1848	Fartyget såldes till Södertälje.
- 1848	Fartyget såldes till Trafikbolaget Stockholm-Norrtälje i Norrtälje. Hon sattes in på linjen Stockholm-Vaxholm-Östanå-Furusund-Norrtälje.
- 1855	Fartyget såldes. Vart är oklart.

## Jungfruresan
Amiral von Platen avgick för sin jungfruresa från Stockholm tisdagen 14 oktober 1834 kl 08.20. Båten medförde 10 passagerare till Göteborg. I Vänersborg steg ytterligare 5 passagerare ombord. Till Göteborg anlände man torsdagen 23 oktober under förmiddagen. För resan åtgick drygt 9 dygn istället för beräknade 5. Förseningen berodde främst på att man i Motala väntat ut en storm innan man vågade sig ut på Vättern, ännu en storm väntades ut i Sjötorp innan man såg sig kunna ånga ut på Vänern och svårigheter, kanske som följd av ovana, vid slussningarna vid Trollhättan. För resan åtgick 21 famnar ved.
Den 28 oktober avgick Amiral von Platen från Göteborg med 15 passagerare ombord, ”tillika så mycket fraktgods som kunde intagas.” Till Stockholm anlände man först vidd middagstid 12 november. Återresan tog 16 dygn.
En av de resande ombord lämnade i Göteborgs Handels- och Sjöfartstidning sina synpunkter på: ”den långa och misskrediterande färden”. Bland annat följande:
 ”Torsdagen den 30 fortsattes färden genom Carlsgraf till dess utlopp i Dalbosjön, hvarest Amiralen sattes på grund, under det man sökte undvika en hop timmerflottor, som ofta hängde sig fast i hjulen, och måste med båtshakar lossas derifrån. Emellertid satt fartyget härstädes orörligt i 23 timmar, till dess det åter flottgjordes på fredags morgon och tillryggalade 30 à 40 famnar till Venersborg. Här behöfde Amiralen åter hvila efter så många strapatser, och först lördag morgon den 1 nov. gaf han sig ut på Venern.” 
”Ett fel i machineriets construktion är det, att ångans afloppsrör är parallelt med skorstenen, hvaraf följer, att denna sednare rostas och att passagerarna öfverstänkes af ett rostregn, som kunnat undvikas, om ångröret haft utgång å fartygets sida.” 
”Hade det varit sommar, då hade en så långsam resa varit nöjsam, men att i november månad, då man har ingenting af utsigten, ligga på vattnet och blottställas för drag från gistnande fenster, för stormar och oväder samt dessutom för ett enormt prejnings-system, kan gifva både gikt, chagrin och podager.” 
Med prejningssystem avsåg resenären de höga priserna ombord för bespisning. Han rekommenderade: ”hvarje hytt-passagerare (emedan blott sådana äga denna rättighet) att förse sig med väl fyllda matsäckar och de öfrige att vid alla görliga tillfällen spisa i land.”
Den mindre lyckade återfärden till Stockholm avskräckte inte dem som trodde på en utveckling av passagerar- och turisttrafiken på kanalen. Ombord på de första ångbåtarna upplevde passagerarna att det var god ordning och rent och prydligt. Ett förhållande som berodde på att många av de första befälhavarna var sjöofficerare som tillämpade militär disciplin ombord.

## Passagerare om Amiral von Platen
Frans Anton Ewerlöfs beskrivning från en färd med Amiral von Platen:
 ”Vid middagstiden ankommo vi till Sjötorp, den vestliga inseglingen till Götha Canal. Här är en af dess hufvudstationer, med lastageplats, reparationsdocka och uppbördsställe för canal-afgifternas erläggande. Belägenheten är oändligt vacker, med bördiga, blomsterskiftande ängar, vacker löfskog, och vidsträckt utsigt åt sjön och Westgötha-kanten.” 
En resenär väntande på Amiral von Platen:
 ”Ändtligen, efter flere timmars väntan vid det flacka och soliga slussvaktarbostället, syntes ångbåten Amiral von Platen komma helt långsamt paddlande fram i krökningen från Asplången, sugande vattnet ifrån stranden, der pilbuskarne med nakna fötter bugade sig för honom. Den efterlängtade embarkeringen blef emellertid ännu vidare fördröjd, ty ångbåtarne voro då ännu icke hvarken så fjeskiga eller så missljudande som nu. Amiral von Platen saknade ved och kol eller hade något i olag, och i stället att fortsätta sin färd, lade den sig helt stilla vid bron, medan alla dess passagerare klefvo i land under tiden.” 
Jan Preisler henviser til H.C.Andersens rejsedagbøger
I 1837 rejste H.C.Andersen med Admiral von Platen - man kan læse om hans rejse i rejsedagbøgerne:
Lørdag d. 24. juni 1837 - "Skibet gik alt imorgen Klokken 5, jeg løb paa Politikammeret for at faae viseret, der var lukket, vi gik til Manden selv, han var ude. Paa Dampcontoiret, sagde de da at jeg kunde rejse uden Visering, de vilde anmælde det, jeg maatte med, fik ikke seet Rosenkilderne. - Styrmanden tog ombord med mig paa Ångfartöiet Admiral Platen. Plads i Salonen raadede man mig fra jeg fik Kahytten No. 2, en lang Gang er hernede med smaa Kahytter lige over for hinanden, Fruentimmer varte op, en Frue staaer for Beværtning (min Plads koster 15 Rdl Dansk)."